# Siam Yapp
Siam Yapp (tiếng Thái: สยาม แยปป์; sinh ngày 27 tháng 5 năm 2004) là một cầu thủ bóng đá mang 2 dòng máu Thái Lan - Anh hiện tại đang thi đấu ở vị trí tiền đạo hoặc tiền vệ cánh cho câu lạc bộ Buriram United tại Thai League 1.

## Sự nghiệp thi đấu

### Câu lạc bộ
Là một cầu thủ trẻ, Yapp gia nhập Trường Quốc tế Anh Quốc, Phuket ở Thái Lan. Trước mùa giải 2022, anh gia nhập câu lạc bộ Police Tero F.C. tại Giải bóng đá vô địch quốc gia Thái Lan. Ngày 9 tháng 4 năm 2022, anh ra mắt cho đội bóng trong trận thua 1–4 trước Bangkok United. FC Bayern Munchen U19 World Squad 2022.

### Quốc tế
Yapp có thể đại diện cho Anh trên đấu trường quốc tế.
Năm 2019, Yapp đại diện cho đội tuyển U-15 Thái Lan tại Giải vô địch bóng đá U-15 Đông Nam Á 2019, và đã chơi 2 trận trong suốt cả giải đấu.